# Maguelone
Maguelone è una località nell'attuale territorio comunale di Villeneuve-lès-Maguelone (dipartimento dell'Hérault).
Si tratta di un'antica isola vulcanica collegata attualmente al continente da cordoni litorali.
Nella località sono siti oggi la Cattedrale dei Santi Pietro e Paolo di Maguelone ed un centro per il lavoro protetto, gestito dai Compagnons de Maguelone: la sua vocazione all'ospitalità è così perpetuata, favorendo il reinserimento di persone adulte portatrici di handicap.

## Storia

### Origini
Si tratta di un'antica città fondata dai Visigoti sull'isola omonima. A causa della sua posizione su un cordone di sabbia di facile difesa, tra una laguna ed il mare, l'isola divenne sede di una cattedrale e di un'antica diocesi, distrutta dai Franchi nel 737.
L'attuale cittadina di Villeneuve-lès-Maguelone è stata fondata sul continente nella medesima epoca.
Con la caduta dell'Impero romano d'Occidente nel V secolo, furono i Visigoti ad impadronirsi di Maguelone. La religione cristiana si affermò poco a poco. Dal 533 l'isola divenne sede diocesana. I suoi primi vescovi furono: Boezio nel 589, Genesio 597-633? A quei tempi esisteva già sull'isola una cattedrale.
Il vescovato di Maguelone compare nei testi fin dal VI secolo, su un'isola già abitata nell'antichità.
I motivi dell'instaurazione del vescovato di Maguelone su quell'isoletta separata dalla Via Domizia e lontano da tutti gli agglomerati urbani (la città di Montpellier allora non esisteva ancora) rimangono inspiegati. Tuttavia il carattere insulare del luogo (il vescovato era raggiungibile solo via mare) doveva garantire una certa sicurezza. Maguelone fu sede della diocesi ma anche dei conti goti, che assicuravano il potere temporale.
Ben protetta rispetto al continente, questa posizione strategica era invece molto esposta alle invasioni provenienti dal mare.

### Port Sarrasin

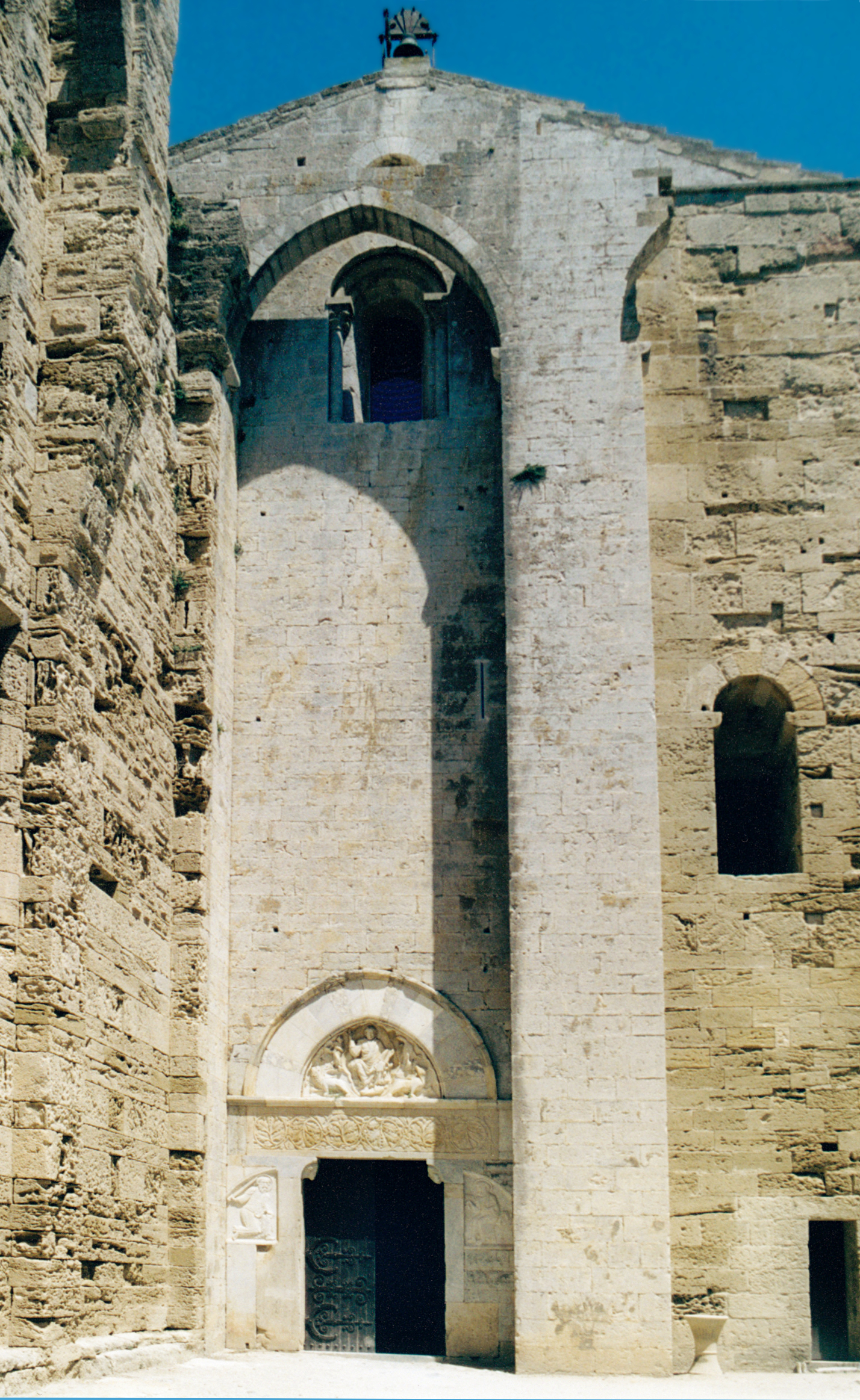
Facciata occidentale e portale della Cattedrale di St-Pierre de Maguelone

Nell'VIII secolo, mentre il potere Visigoto si affievoliva, i musulmani di Spagna (i Saraceni) moltiplicavano le loro incursioni in territorio cristiano. Dopo aver conquistato la Catalogna, essi attraversarono i Pirenei nel 715. La Settimania passò interamente sotto il loro dominio nel 719.
Maguelone, a causa della sua posizione, divenne  Port Sarrasin, indubbiamente una piazzaforte.
Moli furono eretti al fine di permettere alle navi di ormeggiarsi e scaricare le loro merci un totale sicurezza. Ancor oggi il luogo denominato la Sarrazine corrisponde al canale (grau) ove transitano le navi. Nonostante l'invasione la libertà di culto fu mantenuta sull'isola ed i suoi abitanti presero lo stato di dhimmi.
Poco dopo però i Franchi, provenienti dal nord, intrapresero la riconquista: dopo Poitiers nel 732, Carlo Martello perseguì i saraceni che abbandonarono a poco a poco il sud della Francia. La prima cattedrale di Maguelone, trasformata in moschea, fu distrutta totalmente dai Franchi nel 737, dietro ordine dello stesso Carlo Martello; l'architettura di questo primo edificio rimane ignota.

### Abbandono e rifioritura
Da allora la località rimase pressoché abbandonata per circa tre secoli: il vescovato s'installò allora a distanza di qualche chilometro, sull'oppidum antico di Substantio (ai nostri tempi: Castelnau-le-Lez).
Maguelone fu rilevata dal vescovo Arnaud (vescovo dal 1030 - 1060). A partire dal 1030, Arnaud decise di far ricostruire la cattedrale.
Allo scopo di migliorare l'accessibilità dell'isola, che si poteva raggiungere solo con imbarcazioni, egli fece costruire un percorso di accesso composto da un ponte di circa un chilometro di lunghezza fra l'isola e Villeneuve-lès-Maguelone, facendo anche realizzare fortificazioni per proteggere l'isola da un ambiente ostile, il che non le impedì di diventare un grande centro d'irradiazione intellettuale, grazie ad alcune scuole di livello universitario.
I successori del vescovo Arnaud furono sottomessi alla sovranità dei conti di Melgueil.
Nel 1172 la contea di Melgueil passò nelle mani dei conti di Tolosa. Il privilegio di battere moneta (chiamata sol melgorien) apparteneva ai conti di Melgueil che, decaduti, cedettero i loro diritti a papa Gregorio VII. Divenuta proprietà della Santa Sede e terra di asilo, Maguelone raggiunse il suo massimo splendore..
La sistemazione dell'isola innescata con l'XI secolo proseguì in quello successivo: fu aperto un cantiere per la costruzione di una nuova cattedrale che sostituisse quella eretta da Arnaud; furono realizzati nuovi edifici capitolari, comprendenti in particolare un chiostro a due piani ed un alloggio per il vescovo; il nuovo altar maggiore fu consacrato nel 1162 durante l'episcopato di Jean de Montlaur, che segna l'apogeo di Maguelone.
Durante la crociata albigese Maguelone rimase un bastione papale: la contea di Melgueil, di proprietà del conte di Tolosa Raimondo VI, venne infeudata da papa Innocenzo III al vescovo Guglielmo III di Autignac (1204 - 1216) il 14 aprile 1215.
Da quel momento la contea di Melgueil passò ai vescovi di Maguelone. Essi dovettero fronteggiare l'ascesa della casa di Aragona, che stava impossessandosi di Montpellier. A partire dal 1293 Filippo IV di Francia installò un opificio a Sommières, trasferito poi a Montpellier nel 1356. Iniziò quindi la decadenza dell'isola, ma nel XV secolo la residenza del vescovo si spostò a Montpellier mentre i canonici rimasero a Maguelone, sotto il comando del prevosto, fino a che, nel 1536, la sede vescovile fu soppressa e incorporata in quella di Montpellier.
Il calvinismo fu introdotto a Montpellier nel febbraio del 1560 dal pastore Guillaume Mauget e di conseguenza Maguelone divenne una fortezza calvinista. Durante il regno di Enrico III fu istituita a Montpellier una sorta di repubblica calvinista. Montpellier fu riconquistata da Luigi XIII nell'ottobre del 1622 insieme al Maguelone.
Il fondo di Maguelone, venduto come bene nazionale alla Rivoluzione, poi classificato come monumento storico nel 1840, fu acquistato nel 1852 da Frédéric Fabrège che ne iniziò il restauro. Egli intraprese scavi che ne chiarirono il passato splendore, riscoprendo le fondamenta dei fabbricati più antichi. Egli vi fece piantare numerose essenze mediterranee, essendo allora l'isola totalmente spoglia di alberi. Il suo erede fece dono dell'isola all'arcidiocesi di Montpellier nel 1949.

## La cattedrale

### Dalle origini ai tempi nostri
Tre furono gli edifici che si susseguirono, uno sull'altro, come cattedrale di Maguelone.
Una prima chiesa, risalente al VI secolo, fu trasformata in moschea dai Saraceni. Con la cacciata dei saraceni dall'isola, da parte di Carlo Martello, la ex-chiesa divenuta moschea fu fatta distruggere da Carlo Martello stesso. Circa tre secoli dopo venne eretta, grazie al vescovo Arnaud, una seconda cattedrale, che fu distrutta nell'XI secolo per far posto ad una terza cattedrale, dedicata ai santi Pietro e Paolo, che rimase, con varie vicissitudini, fino ai tempi nostri.
La Cattedrale dei Santi Pietro e Paolo di Maguelone, di stile romanico, fortificata, è classificata oggi come Monumento storico.
Ricostruita nella sua ultima versione, grazie all'impegno di Frédéric Fabrège, la cattedrale fu riaperta al culto nel 1875.
Nel 2002 furono posate nelle finestrature restaurate diciassette vetrate di colore celeste e miele, disegnate da Robert Morris e realizzate dai laboratori Duchemin.
Oggi Maguelone accoglie un festival di musica che viene organizzato nella cattedrale ogni anno, in giugno, a cura dell'associazione Les Amis du Festival de Maguelone. Questo incontro musicale presenta musiche classiche antiche del Medioevo, ma anche barocche, romantiche o rinascimentali, opere rare, spesso cadute in oblìo.

### Galleria d'immagini

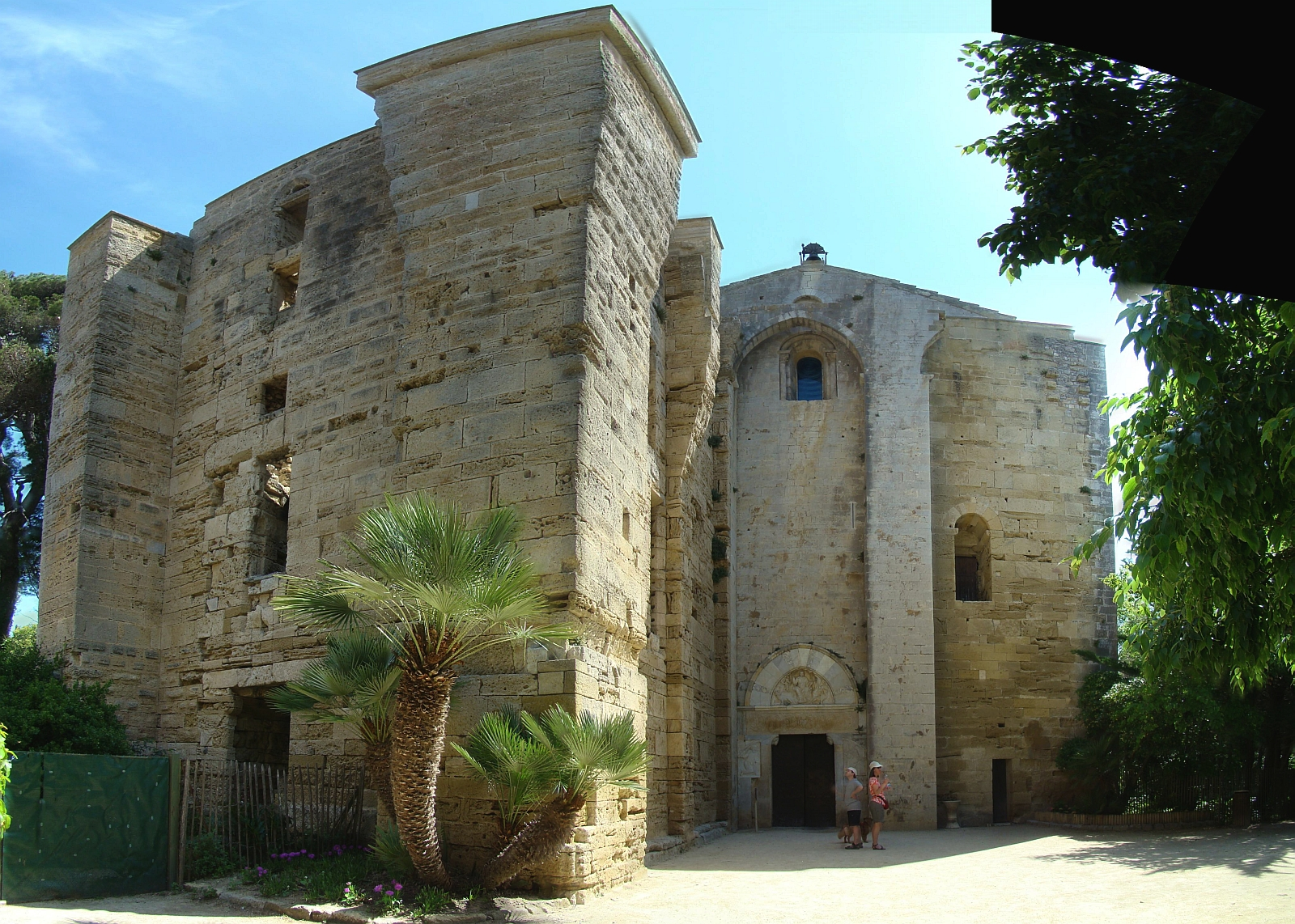
La cattedrale di Maguelone
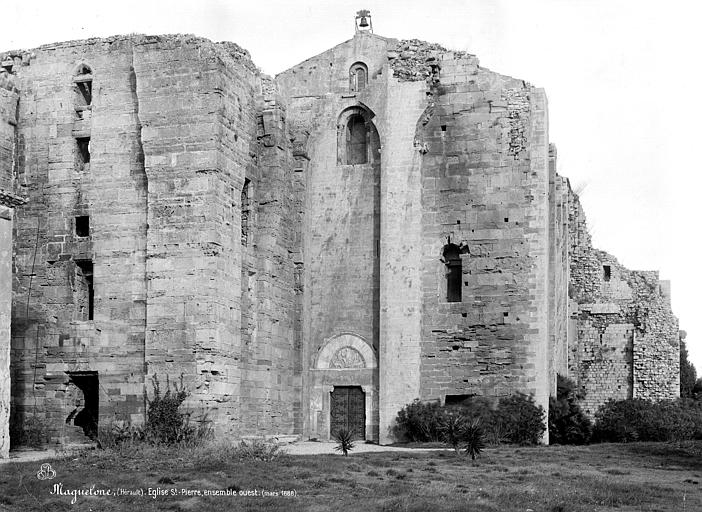
Facciata occidentale della cattedrale di Saint-Pierre-et-Saint-Paul de Maguelone di Séraphin-Médéric Mieusement (marzo 1888)
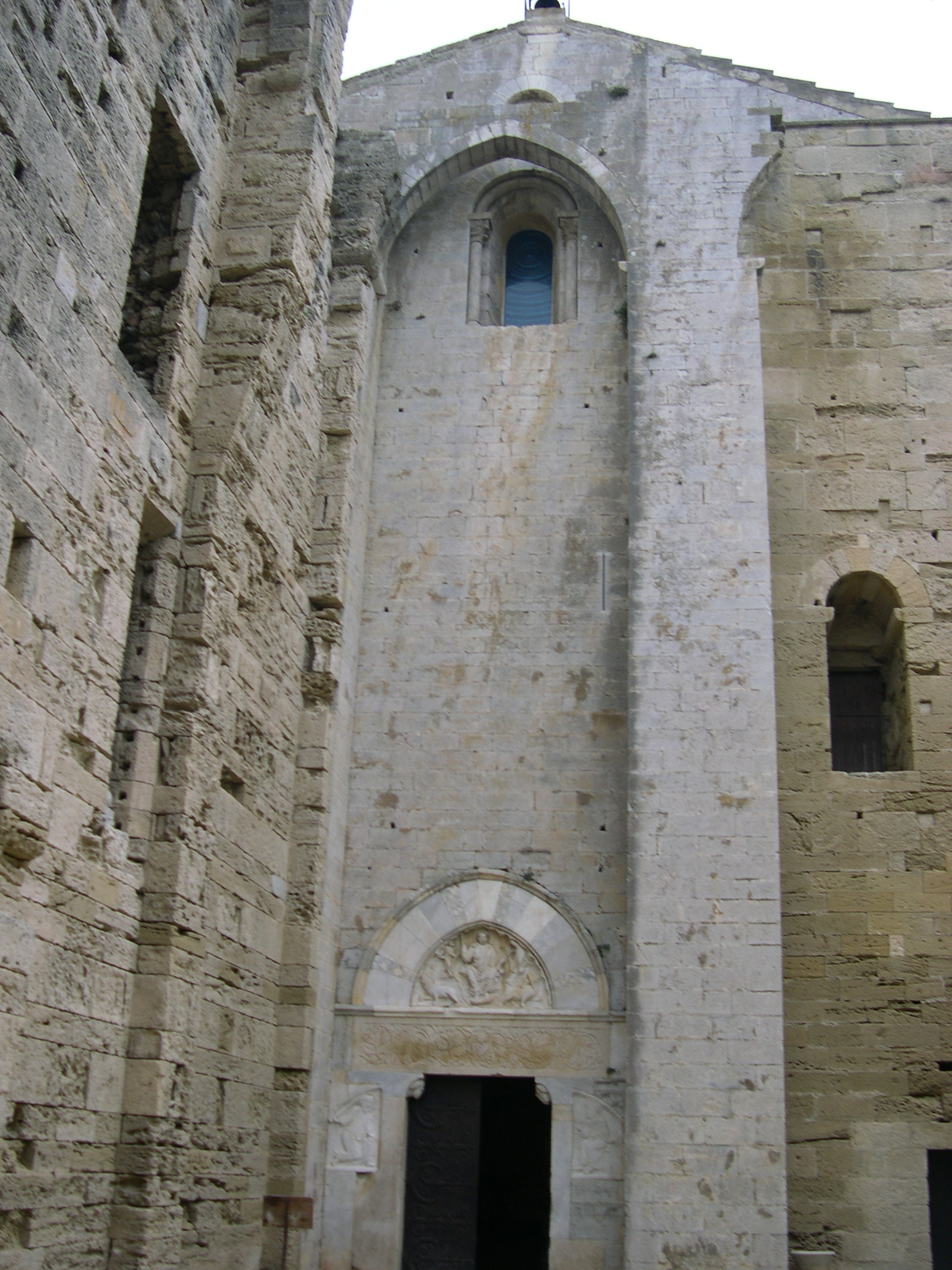
Facciata occidentale e portale della Cattedrale di St-Pierre de Maguelone.
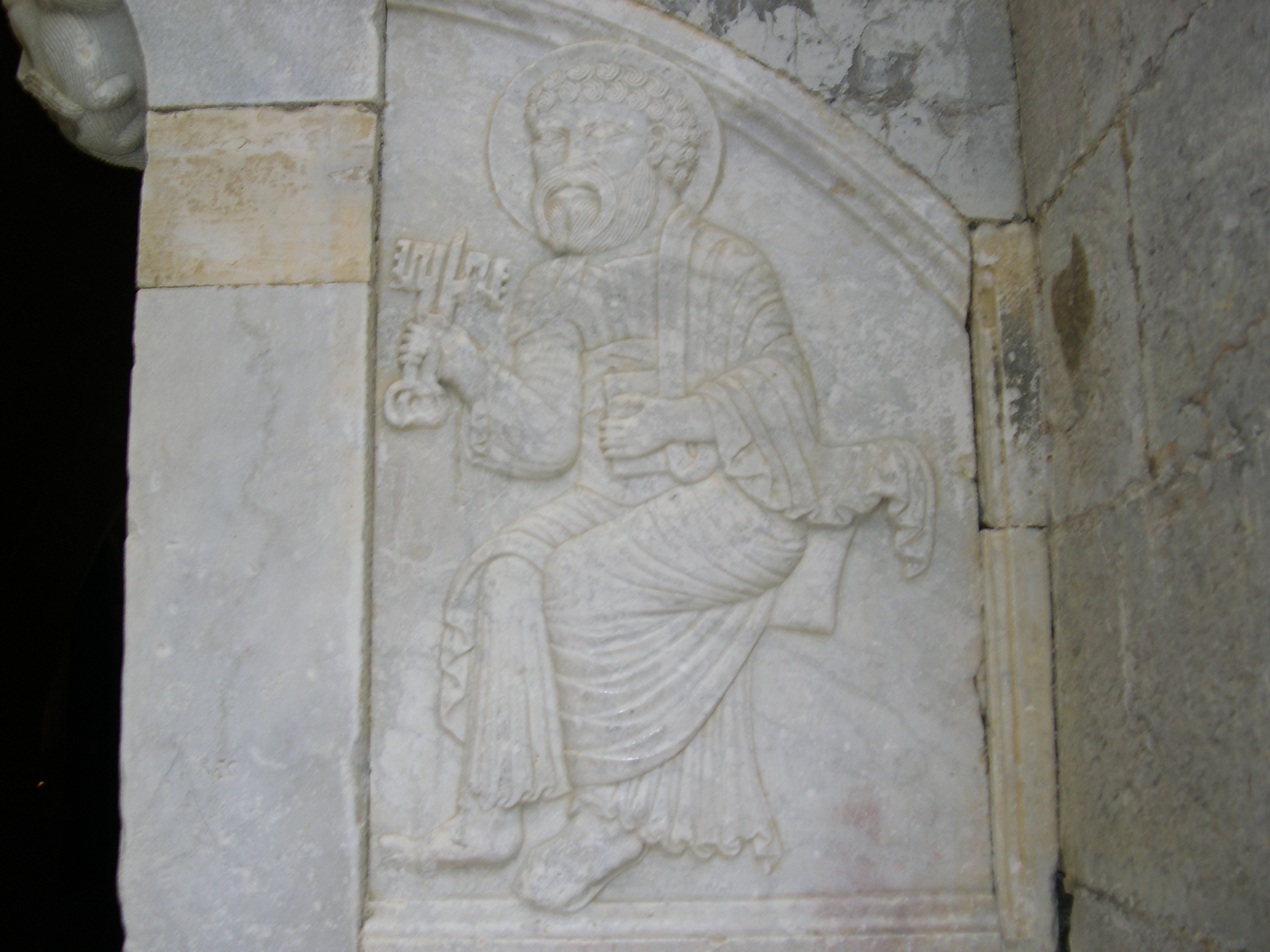
Rilievo di San Pietro (lato destro del portale).
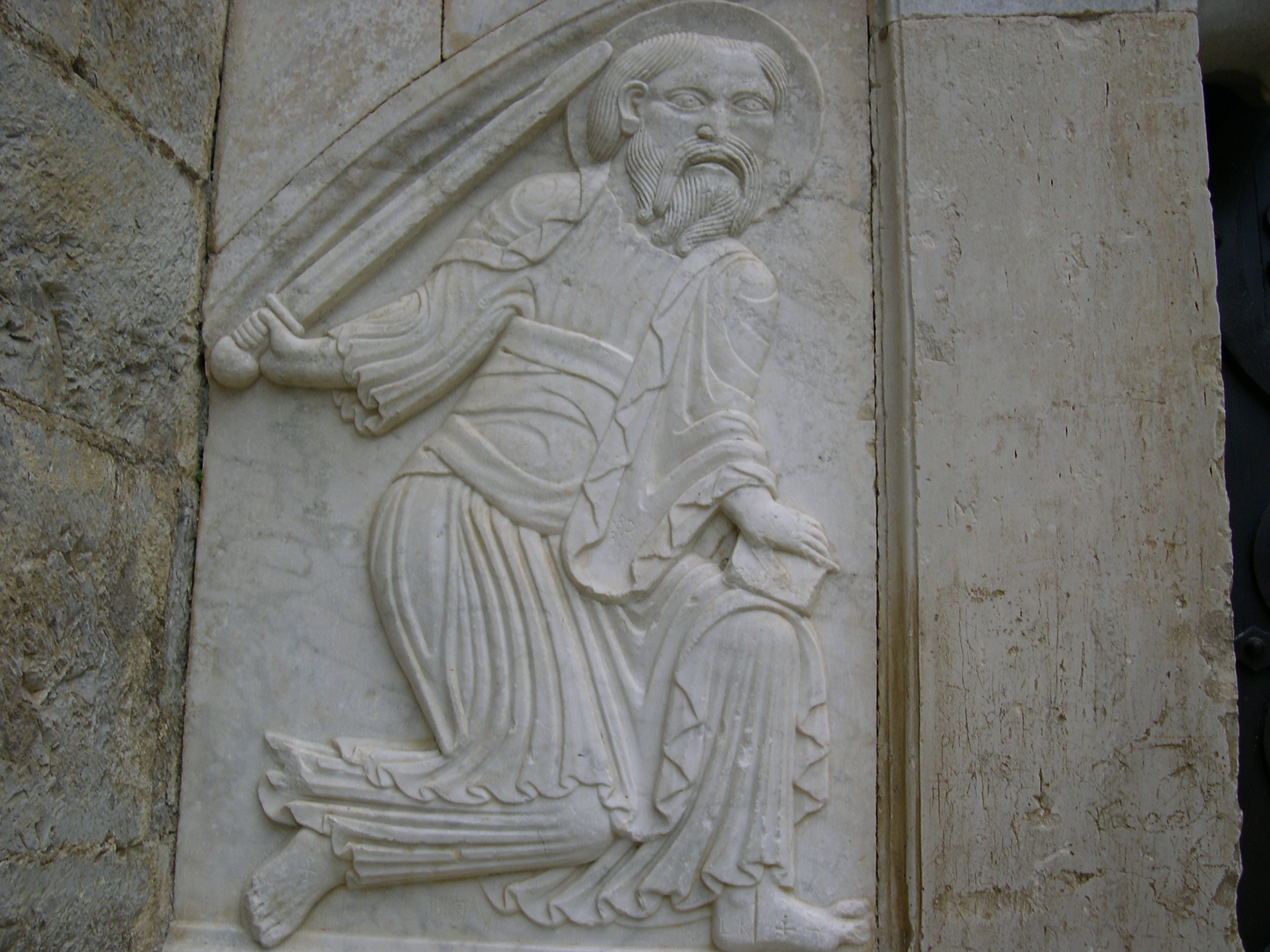
Rilievo di San Paolo (lato sinistro del portale).

## Geologia

Schema di eruzione surtseyana

L'isola si è formata da un'eruzione di tipo simile a quella dell'isola di Surtsey, fra i -3,8 Ma ed i 5 Ma (pliocene).